# Antoine Caraccioli
Pour les articles homonymes, voir Caracciolo.
Antoine Caraccioli (en italien Antonio Caracciolo) est un écrivain et homme d'Église italien, ami de Joachim du Bellay, né vers 1515 à Melfi et mort le 29 août 1570 à Châteauneuf-sur-Loire.
Il est évêque de Troyes à l’époque de la Réforme et très influencé par ses fréquentations protestantes. À la fois mystique et mondain, il hésite entre ralliement au protestantisme ou à l’Église catholique, et semble vouloir tout à la fois conserver les privilèges de sa charge d’évêque et s’appuyer sur la communauté réformée. À ce jeu, il perd sur les deux tableaux et meurt isolé, protégé toutefois par la protestante Renée de France. Cherchant à en faire l’un des leurs, historiens catholiques et protestants ont abondamment polémiqué à son sujet.

## Biographie

### Jeunesse et formation
Antoine Caraccioli est né à Melfi dans le royaume de Naples, vers l’an 1515. Il est le fils de Giovanni, prince de Melfi, issu de la plus haute noblesse italienne, et d’Eleonora Sanseverino. Son père, aussi connu sous le nom de Jean Caraccioli, prince de Melfi, est membre de la grande famille napolitaine des Caracciolo. Il avait quitté le royaume de Naples pour servir le roi de France François Ier, qui le nomma maréchal de France. C’est en 1529 que la famille s’installe à Paris et c’est à Paris qu’Antoine Caraccioli poursuit des études, notamment au Collège de France, nouvellement établi. Dès ses 18 ans, il entre à la cour royale de France.

### Expérience mystique et monastique
Quatre ans plus tard, il décide de se retirer du monde et de vivre en ermite. Il se retire en la chartreuse de la Sainte-Baume en Provence. Sa famille parvient à le convaincre d’entrer chez les augustins. Il devient chanoine à Noël 1538 en l’abbaye de Saint-Victor, aux portes de Paris, et est ordonné prêtre en 1539 par le cardinal Jean du Bellay. En 1544 survient le décès de l’abbé Bordier, supérieur de l’abbaye. Caraccioli, fortement recommandé et appuyé par la cour, parvient à lui succéder. Soucieux de réformer les pratiques de l’abbaye, il se heurte aux anciens chanoines qui lui font un procès d’affaires temporelles qui se finit par un partage de la mense (1544-1547). Il est nommé en juillet 1544 évêque de Maurienne par François 1er, mais cette nomination n'est pas reconnue par le pape, qui n’acceptait pas l’application du Concordat à la Savoie, conquise par les Français après la signature du concordat.

### Évêque non conformiste de Troyes
Bien qu’Antoine Caraccioli ait été entretemps dénoncé à l’inquisition, le pape Jules III renonce aux poursuites sous la pression conjuguée du père d’Antoine, devenu gouverneur du Piémont, et du roi de France Henri II. Il valide l’échange de l’abbaye contre l’évêché de Troyes jusque-là confié à Louis de Lorraine, qui vise plus haut. Il est consacré évêque de Troyes en 1551 par Gabriel Bouvery, l'évêque d'Angers.
À Troyes, Antoine Caraccioli surprend. Le nouvel évêque porte de riches habits et surtout une fort belle barbe blonde qui incommode le chapitre car c’est contraire à une très longue tradition locale. D’autre part, à la surprise générale, cet évêque prêche, et très éloquemment. Enfin il semble fréquenter assidûment les réformés de la ville, notamment la famille Pithou, notoirement protestante, et Nicole le Tartrier, curé de Saint-Jean, assez favorable aux idées de Luther. Pourtant ses écrits et prédications, s’ils sont parfois influencés par la Réforme, ne révèlent pas une adhésion à l’ensemble des idées protestantes. Il fait alors vraisemblablement partie des "moyenneurs" soucieux de réconcilier les chrétiens et de leur porter la parole de Dieu.

### Ambassade à Rome et déception
Il part pour Rome en 1552 pour une mission diplomatique envoyée par Henri II dans le cadre de sa politique italienne. Gian Pietro Carafa, issu d’une famille noble napolitaine apparentée aux Caracciolo, vient de monter sur le trône pontifical sous le nom de Paul IV. Muni de la recommandation du roi de France, Antoine Caraccioli espère obtenir la pourpre cardinalice, mais Paul IV, homme de principes (qui a déclaré la guerre à la simonie) déjà âgé, ne voulut pas entendre parler de la candidature de « Monsieur de Troyes », peut-être indisposé par ses manières de noble courtisan ou par les soupçons d’hérésie qui avaient pesé sur ce candidat. Amèrement déçu, Antoine Caraccioli prolonge son séjour à Rome pendant deux bonnes années. Il y trouve une excellente compagnie, mais aussi un puissant appui politique auprès du cardinal Jean du Bellay, qui réunit autour de lui tout un cercle de poètes et de courtisans, dont son propre neveu Joachim du Bellay. Ce dernier se lie d’amitié avec Antoine. Tandis que de brillantes fêtes se succèdent, l’évêque de Troyes et ses protecteurs avancent leurs pions auprès du pape. Mais en mars 1557, nouvelle déception, le pape nomme 10 nouveaux cardinaux et Antonio n’est pas parmi eux.

### Rapprochement avec les huguenots
Il quitte immédiatement Rome et, sur le chemin de Troyes, s’arrête à Venise, à Zurich où il rencontre le réformateur Bullinger, puis à Genève où il rencontre Calvin. L’entrevue ne fut pas très chaleureuse mais les chroniqueurs du temps s’accordent à penser que le penchant de l’évêque en faveur de la Réforme en sortit renforcé. Il retrouve son diocèse en pleine tension entre réformés et catholiques. Les incidents se succèdent entre les deux communautés. Il cherche à s’interposer et à pacifier la situation avec quelque succès ; Il participe au colloque de Poissy en 1562. Ce qu’il y voit et entend des positions des deux parties le pousse à se rapprocher des huguenots.
En novembre 1561, il fut reçu par la communauté réformée de Troyes malgré l’opposition de quelques-uns. Il souscrivit la confession de foi réformée et demanda à être élu comme évêque, étant préoccupé par l’illégitimité de sa nomination. Théodore de Bèze, averti, demande conseil à Calvin sur l’art et la manière d’accueillir la conversion d’un dignitaire catholique. La communauté de Troyes l’ayant élu évêque, Antoine Caraccioli est donc le premier et le dernier évêque protestant de France. Il annonça en chaire de l’Église Saint-Jean qu’il parlerait désormais « à la façon accoustumée aux églises réformées ». Cette prétention à conserver ses privilèges d’évêque catholique tout en devenant protestant provoque une réaction du chapitre et des autorités catholiques. Un successeur à son poste d’évêque lui est désigné en mars 1562. Privé de son titre mais aussi de tout revenu, ses meubles vendus à l’encan, Antonio Carraciolo, que l’on désigne désormais comme le Prince de Melfi, se réfugie dans l'ancienne province française de l'Orléanais auprès de sa sœur Cornelia en son domaine de Châteauneuf-sur-Loire.

### Tentative de retour en grâce auprès des catholiques
Mais Antoine Caraccioli se trouve rapidement en butte à une sourde hostilité des protestants locaux qui ont souvenance de certains errements commis par le Prince dans le passé. Assez peu théologien, le prince parachève sa disgrâce par des prédications maladroites.
Il va alors partir à la cour de France pour une mission diplomatique reçue du Connétable de Montmorency et de la Princesse de Condé, qui lui permet de parler à la reine et d’obtenir son pardon. Est-ce parce qu'elle est italienne comme lui ? La reine lui témoigne une affectueuse indulgence et il obtient son pardon. Soumis à de vives critiques du parti catholique alors qu’il se trouve à la cour, il revient à Orléans « catholicisé » et se ferme à nouveau les portes du parti réformé lors d’une polémique avec Théodore de Bèze. En même temps, le Vatican demande qu’il soit poursuivi pour hérésie. Il est toutefois protégé du bras séculier de l’Église par le gallicanisme de la cour et de la noblesse française : aucun des seigneurs sollicités n'accepte la mission d'aller l'arrêter. Il ne comparaîtra donc jamais devant le tribunal de l'inquisition. Le 31 mars 1563, le pape Pie IV prononce néanmoins sa déchéance.

### Retour vers le parti huguenot et fin de vie
Réfugié d’abord à Brie-Comte-Robert chez son beau-frère Gian Franco Acquaviva qui est le seigneur du lieu, et où il semble que résident quelques protestants, Antoine Caraccioli vient s'installer au château de Brie-Comte-Robert pour les seconder. Sa présence dans la région attire une troupe de soldats papistes lancés contre les huguenots. Par la suite, il se retire alors à nouveau à Châteauneuf-sur-Loire, d’où il essaie de se réconcilier avec les principaux chefs huguenots. Il écrit pour cela en 1564 un long mémoire où il entend démontrer que, malgré des défaillances passagères, il a toujours été d’opinion réformée. Il entend ainsi apporter de multiples preuves de la constance de ses sentiments depuis sa première jeunesse jusqu’au présent. Il demande également pardon «  au très honorable frère Théodore de Bèze »  des « paroles piquantes » qu’il eut avec lui. Il est toutefois probable que ces épîtres aient été accueillies avec défiance par leurs destinataires.
Isolé, Antoine Caraccioli ne trouve de consolation que dans la poésie et dans l’amitié et la protection de Renée de Ferrare qui s’est installée à Montargis, d’où elle aide de nombreux exilés victimes des guerres de religion.
Antoine Caraccioli décède de maladie à Châteauneuf-sur-Loire le 29 août 1570 entre les mains du pasteur Matthieu Béroald.

## Polémique
Dans son « Antonio Carraciolo, évêque de Troyes » publié en 1923, l'archiviste paléographe Joseph Roserot de Melin est remonté aux sources primaires et a pu mettre en évidence la tendance des historiographes protestants comme catholiques à tenter de récupérer le prince de Melfi. Il écrit ainsi : « Les biographes d’Antonio Caracciolo se sont appliqués à ranger ce prélat dans le camp religieux auquel ils appartenaient eux-mêmes. Les protestants, oubliant ses « revoltements », ont tenu à le compter parmi eux, trouvant une garantie suffisante de sa fidélité à leur doctrine dans sa mort assistée d’un des leurs. Les catholiques ont penché tout naturellement pour la thèse de l’abjuration in extremis de ses « erreurs », et l’inhumation dans l’église de Châteauneuf leur a paru un argument décisif en faveur de leur sentiment. » Joseph Roserot de Melin renvoie dos à dos les deux partis, confirmant l’invalidité des arguments catholiques sur la mort et l’inhumation du prince, et signalant aux protestants le contenu très peu protestant des écrits du prince, notamment dans son ouvrage « Le mirouer de la vraye religion », et ses déclarations souvent éloignées des doctrines calvinistes. Il dément qu’Antoine Caraccioli, piètre théologien, ait pu être admis au pastorat, même s’il a bien été élu évêque par les protestants de Troyes. Il est aussi démontré que, contrairement à ce qu’affirment certaines sources secondaires, il ne s’est pas marié.

## Œuvres
Œuvres :
- Le mirouer de la vraye religion (le miroir de la vraie religion), publié en 1544, avec 4 éditions postérieures, sans doute amendées
- Tre libri de rime sacre (trois livres de poèmes sacrés), poèmes, 1536 ?, 1562 ?
- Salmi di David, Profeta Re di Gierusalem, tradotti on lingua toscana da Donno Antonio Caracciolo, Vsecovo du Moriana (Psaumes de David, prophète roi de Jérusalem, traduit en langue toscane par Monsieur Antoine Caraccioli, évêque de Maurienne) 1544-1549 ?
- Poésie sur la mort d’Henri II, 1559
- Oraison pour la paix, 1562
- Poésie sur la naissance du comte de Soissons, 1567

## Postérité
Joachim du Bellay a laissé cette « Ode au Prince de Melphe » :
| Allon' voir ma douce compaigne Les doux plaisirs de la Champaigne Ses prez, ses ondes et ses bois. .......... Allon'voir ce bel édifice Que la nature et l'artifice Ont embelly de cent plaisirs. C'est Aiz dont la belle demeure Peult arracher en moins d'une heure Nos plus ambicieux désirs. Là, d'une plaisante peine, Le cert fuyant par la plaine Ou le lyèvre nous suyvrons ; Là sainctement solitaires, Loing de procès et d'affaires, Heureusement nous vivrons. |